# 潮汐
| カナダのファンディ湾 （Bay of Fundy）。満潮時。 |  | 同地点での干潮時の写真。ファンディ湾の最奥部あたりは潮の干満差が世界最大であり、干満差が最大15メートルにもなる。この湾の潮汐を数十年ほど研究している研究者によると、湾の一番奥に海水が流れこむのにかかる時間がちょうど3時間あまりとなる大きさの湾のため、湾内で潮汐の共振現象が起きており、結果としてこの地点では潮汐が増幅され、世界一となっている、とのこと。 |
| カナダのファンディ湾 （Bay of Fundy）。満潮時。 |  | 同地点での干潮時の写真。ファンディ湾の最奥部あたりは潮の干満差が世界最大であり、干満差が最大15メートルにもなる。この湾の潮汐を数十年ほど研究している研究者によると、湾の一番奥に海水が流れこむのにかかる時間がちょうど3時間あまりとなる大きさの湾のため、湾内で潮汐の共振現象が起きており、結果としてこの地点では潮汐が増幅され、世界一となっている、とのこと。 |

| 東京都港区台場の海。この日（2007年5月17日）は新月で、満潮時最高潮位は192センチメートル。18時19分撮影。 |  | 同日、同地点の干潮時。この日の干潮時最低潮位はマイナス18センチメートル。10時48分撮影。 |
| 東京都港区台場の海。この日（2007年5月17日）は新月で、満潮時最高潮位は192センチメートル。18時19分撮影。 |  | 同日、同地点の干潮時。この日の干潮時最低潮位はマイナス18センチメートル。10時48分撮影。 |

潮汐（ちょうせき）とは、主として月と太陽の引力によって起きる、海面の昇降現象。海岸などでみられる、1日に1～2回のゆっくりした海面の昇降。「潮の干満（しおのかんまん）」、「潮の満ち干（しおのみちひ）」、「潮の満ち引き」とも。大和言葉で「しお」ともいう。漢字では潮と書くが、本来は「潮」は「朝のしお」、「汐」は「夕方のしお」という意味である。原義としてはこれだが一般には海に関するいろいろな意味で「潮」が使われる。
それ以外の要因でも起きており、気圧差や風によるものを気象潮という。代表的な気象潮は高潮（たかしお）である。気象潮と区別するため、潮汐力による潮汐を天体潮・天文潮ということがある。
潮汐にともない、表面が下がるところから上がるところへ流体が寄せ集められるために流体の流れが生まれる。これを潮汐流という。日常的な表現としては「潮汐」という言葉がこれを指していることもある。
海面の潮汐である海洋潮汐・海面潮汐が最も認知されているが、実際には湖沼などでも十分に大きなものであれば起こる。地球以外の天体でも、周囲の天体の引力の影響を受け天体の表面の液体が上下する現象は起きうる。

## 主要な周期

### 日の周期
地球の場合、自転に従い上下動は約半日周期で変動する。海水面が最も高くなる時を高潮（こうちょう）・満潮（まんちょう）・満ち潮（みちしお）、海水面が最も低くなる時を低潮（ていちょう）・干潮（かんちょう）・引き潮（ひきしお）といい、これらの現象をあわせて干満（かんまん）という。
高潮や低潮の際には海面の昇降が停止したように見えるが、この現象を停潮（ていちょう）という。高潮時と低潮時との水位差を潮差（ちょうさ）という。
ある地点での干満は通常1日2回ずつあり、干潮から次の干潮までの周期は平均約12時間25分ある。よって、干満の時刻は毎日約50分ずつ遅れてゆくことになる。したがって1日1回の日も年に数回ある。1日にそれぞれ2回ずつ高潮と低潮がある場合を1日2回潮、それぞれ1回ずつの場合を1日1回潮という。そして1日2回潮の場合に午前と午後それぞれの高低潮の差を日潮不等といい、高い方の高潮を高高潮、低い方の低潮を低低潮と呼ぶ。
干潮、満潮の時刻は、海洋や港湾の海水の固有振動のため、月や太陽が最大高度になって潮汐力が極大になる時刻とは一致しない。
|                      | 解説                                                         |
| -------------------- | ------------------------------------------------------------ |
| 高潮（こうちょう）   | 潮汐により海面が最高に至った時点の状態。記号は「H.W.」。     |
| 落潮（らくちょう）   | 高潮から海面が下降して低潮に至るまでの期間。下げ潮ともいう。 |
| 低潮（ていちょう）   | 潮汐により海面が最低に至った時点の状態。記号は「L.W.」。     |
| 漲潮（ちょうちょう） | 低潮から海面が上昇して高潮に至るまでの期間。上げ潮ともいう。 |

### 月の周期
潮の満ち干の周期、並びに大きさの表記については、2011年現在いくつかの定義が併用されている。スポーツ新聞や釣り雑誌などに掲載される潮見表でもどの方式を採用しているかはまちまちのため、同じ日・同じ地点の潮がある新聞では「大潮」なのに別の新聞では「中潮」と表記されることも珍しくない。

#### 旧暦方式
その名の通り旧暦すなわち太陰太陽暦で採用されている方式で、月齢を元にしたサイクルで潮の満ち干の大きさを定義する。日本気象協会では現在もこの方式による潮見表を提供している。
- 朔や満月のころには、月・太陽・地球が一直線に並び、月による起潮力と太陽による起潮力とが重り合うため、高低差が大きい大潮（おおしお）となる。
- 上弦や下弦のころには、月・地球・太陽が直角に並び、太陰潮と太陽潮とが打ち消し合うため小潮（こしお）となる。
- 小潮の末期の、上弦・下弦を1 - 2日過ぎたころには、干満の変化がゆるやかに長く続くように見える。これを長潮（ながしお）という。
- 長潮を過ぎると、次第に干満の差が大きくなってゆく。この状態を「潮が返る」と言い、長潮の翌日のことを若潮（わかしお）という。
- 大潮と小潮の間の期間を中潮（なかしお）という。

#### 黄経差を用いた方式
潮の大小は、月と太陽の位相でほぼ決まる。位相差と月齢は、月の運行が一定ならば比例関係にあるが、実際には月の運行は一定でないため、若干の誤差がある。加えて、旧暦の日付を使う場合は、単位に1日の精度しかないことによる誤差もある。そのため、位相そのものを使った方が、より正確に潮の大小を表せる。
現在、気象庁と日本水路協会がこの方式による潮見表を発表しているが、両者は黄経差と潮名の対応が微妙に異なる。日本水路協会のものについては、日本水路協会海洋情報研究センターの略称を用いた「MIRC方式」と呼ばれることが多い。
この2つの差異は1点のみである。陸地の沿岸では潮汐波の速度が落ちるため、大潮の中心が0度・180度、小潮の中心が90度・270度とはならず、少し遅れている。この遅れは、緯度や地形により異なるが、どちらの方式でも一定におかれ、MIRC方式は7度、気象庁方式は12度としている。差は5度で、たとえば、気象庁方式で「36 - 72度」の場合、MIRC方式では「31 - 67度」になる。
以下にMIRC方式による定義を示す。
| 潮名 | 黄経差       |
| ---- | ------------ |
| 大潮 | 343 ～ 031度 |
| 中潮 | 031 ～ 067度 |
| 小潮 | 067 ～ 103度 |
| 長潮 | 103 ～ 115度 |
| 若潮 | 115 ～ 127度 |
| 中潮 | 127 ～ 163度 |
| 大潮 | 163 ～ 211度 |
| 中潮 | 211 ～ 247度 |
| 小潮 | 247 ～ 283度 |
| 長潮 | 283 ～ 295度 |
| 若潮 | 295 ～ 307度 |
| 中潮 | 307 ～ 343度 |

## 原因

### 天体運動

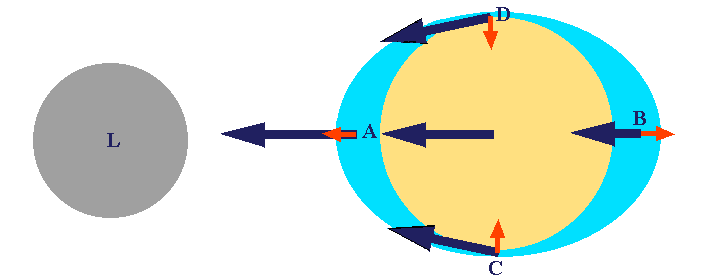
地球上の各場所は異なる重力を受ける（紺色）。地球から見ると、地球中心との差分が残る（オレンジ）。このような楕円形を潮汐バルジと呼ぶ。

月と地球の自転と公転の同期によって、潮汐バルジは月の真下から若干のずれが発生する。

潮汐は、潮汐力によって引き起こされる。潮汐力は、重力場の強さが場所により異なることで生まれる二次的な力である。
海洋潮汐の原因となる潮汐力は、月や太陽などの天体によって地球のまわりの重力場に勾配が生じることで起こる。つまり、天体との距離の2乗に反比例して引力が弱まることと、地球上での場所が違うと天体からの引力の方向も異なることに起因する。
地球は重力場の中を自由落下している。そのため、外部の重力と逆向きの慣性の力が生まれ、地球全体としては重力場を感じない。しかし、地球の重心から離れた地点の重力場が地球の重心と異なる場合、その差分に応じた重力場があるように見える。
つまり、月の真下の海面では、月に近いため、地球の重心より強い重力場が働いており、より強く月にひきつけられている。逆に、月の反対側の海面では、地球の重心より弱い重力場しか働いていない。そのため、残りの地球のほうがより強く月にひきつけられ、海は取り残される。これらの位置では、上向きの潮汐力となる。
また一方で、その中間、つまり月から90度離れた位置の海面は、月から見て斜め方向であるため、重力場はわずかに地球中心向きの成分を持つ。このため、下向きの潮汐力が生まれる。この潮汐力の大きさは、月の直下および反対側で受ける潮汐力のちょうど半分である。
月のある側の海水面が上昇することは理解できても反対側の海面が盛り上がることは理解しづらいが、直感的には次のような説明で納得できる。一直線に並んだ月-海水の塊-海水の無い地球塊-海水の塊を考える。回転運動では地球は常に月側に自由落下しているから、落下速度は月側の海水塊が最高で、地球塊が中間、月の反対側の海水塊が最低となる。仮に地球が静止した系で考えると、月の真下とその反対側では地球の重力が弱くなり、月が水平線の近くに見える場所では重力が強くなると見なせる。よって地球塊から見ると、月側とその反対側の海水塊は共に地球塊から遠ざかることになる。地球塊は重力で海水塊を引き付けているので海水が地球から離れることはないが、その分海水が盛り上がる。
月の公転軌道は地球の赤道に対して傾いているため、同じ日の干潮・満潮でも午前と午後で同じ場所に働く潮汐力は異なり、日潮不等が生じる。さらに月の公転軌道が地球の公転軌道に対して傾いていること、また月や地球が楕円軌道を描いて公転しており、地球や太陽との距離が一定ではないことなどによっても、干満の差や日潮不等の大きさは変化する。
引力は天体からの距離の2乗に反比例するので、その差分で決まる潮汐力は距離の3乗に反比例する。また、これらの力は天体の質量に比例する。地球から太陽までの距離は月までの距離の約390倍あり、太陽の質量は月の質量の約2700万倍ある。これから計算すると、太陽の引力は月の引力の約180倍であるが、太陽の潮汐力は月の潮汐力の約0.45倍にしかならず、月の潮汐力の影響が大きい。月の潮汐力を太陰潮、太陽の潮汐力を太陽潮という。火星が地球に最も近づいた時の火星による潮汐力を計算すると月の約100万分の1であり、無視することができる。他の惑星についても同様である。

### 潮汐に関する研究の歴史
大プリニウスの『博物誌』には、潮汐と月の関係について述べられている。
天体の引力による潮汐の理論を考案したのはニュートンとラプラスである。ニュートンは起潮力に対する海面の静力学的な平衡状態を扱っていたのに対し、ラプラスは海水の動力学的な運動を方程式化した。

### 遠心力

地球と月は、地球内部にある共通重心のまわりを公転している。

地球と月の共通重心の運動。地球の極の方から見ている。地球上のどの点でも回転速度が一定であることに注意。

潮汐の原因を説明するのに、地球の公転運動が場所によって異なるという説明がされることがあるが、これは正しくない。
月と地球とは、両者の重心を結ぶ直線上の一点を中心として互いに回転運動をしている。この共通重心は、地球の重心から約4,600kmの位置、すなわち地球の内部にある。
自転を考えない場合、共通重心まわりの運動を地球の極の方から見た右図で考えると、公転運動の際に図中の地球の下側の部分は常に下側の位置を変えず、他の部分も向きは変わらない。この運動による回転速度は地球上のどの点でも等しくなっている。よって、この運動によって生じる遠心力も、地球上のどこでも同じ大きさとなっている。公転に連動して自転する座標系で考えると、月の直下では遠心力が弱く、反対側では遠心力が強くなり、地球から外向きの力が生まれているように見える。しかしこの力は常に外向きである。つまり、自転による遠心力そのものにすぎない。自転による遠心力も、見かけの重力場の差分に起因する広い意味での潮汐力だとも言えるが、時刻によらず常に外向きである。そこに自転による地表面の通過があるので、地上の各地で干満が通過していくことになり、潮汐は起こる。

## 実際の潮汐
実際の満潮・干潮は、海水の慣性や、海流、水温や塩分濃度、気圧、湾岸の形状など種々の要因によって、天文学的に導かれる時刻とずれが生じる。
実際の潮位の変化は、周期と振幅が異なるさまざまな波を重ね合わせたフーリエ級数で表すことができ、個々の波を分潮と呼ぶ。潮位予報を行う機関では数十の分潮を用いて予想潮位を計算している。

### 海岸
垂直・水平それぞれの方向に、干満の差が大きい海岸、小さい海岸がある。
水平方向の差の大きさは海岸の傾斜により、当然ながら同じ水位差であれば傾斜が緩い方が、つまり遠浅な方がその差は大きい。砂浜や、特に干潟のような傾斜のなだらかな場所では、水平方向にして数百 - 数千メートルにも及び海岸線が変化することがあり、そこに豊かな生態系がはぐくまれている。ただし、そのような場所で潮干狩りなどすると、潮が満ちてきたときにひどく長い距離を急いで逃げねばならない場合がある。
垂直方向の差は、つまり潮位差であるが、一般に内湾的な海域では潮位差が小さい。これは水位変化のためには海水が大きく移動しなければならないが、内湾的傾向が強ければ海水がほとんど閉じこめられてしまっていて、水位変化の起きようがないためである。たとえば日本海や地中海は潮位差が小さいことが知られている。この場合、内湾の奥のほうが深い場合と浅い場合ではその潮位差の変化量が著しく異なる。浅い場合は、外海の干満に引きずられる形で内湾の水が出入りすることになり、外海よりも潮位差が大きくなることもある。有明海や瀬戸内海、アゾフ海などはその典型である。

### 河口域
河口域では潮の満ち干によって干潮時には淡水が最河口まで流れくだり、満潮時には海水が上流方向に侵入する。そのため海水と淡水が混じる区域があり、これを汽水域という。実際には海水は淡水より比重がやや大きいので、流れ下る淡水の下に海水が流れ込むなど複雑な状況もある。
非常に大きい河口の場合、潮汐による海水面の変化により流れ込む水の量が大きくなり、大きな波を形成することがある。これを海嘯といい、アマゾン川のポロロッカや中国の銭塘江のものが有名である。

## 生物との関係
海と陸とでは、棲息する生物相が全く異なる。海岸線では干潮時には海水から顔を出し、満潮時には海水中に没する地域があり、これを潮間帯という。潮間帯は生物にとっては海の区域でありながら、一時的に陸になる区域であり、独特の生物相を持つ。潮間帯の直下、低潮線の下を潮下帯、潮間帯のすぐ上、高潮線の上を潮上帯と言う。
潮の満ち引きは、当然海に住む生き物達にも大きな影響を与える。総じて彼らは大潮の時に産卵することが知られている。また、大潮になると魚類の活性が上がるとも言われており、アメリカで釣り大会を行う場合は大潮の週末と決まっている。日本の釣具店にはほぼ必ず潮見表が置いてあり、潮見表を元に釣りに出かける釣り客も多い。

## 地震との関係
潮汐は地震の発生と有意な関係があるとされる。潮汐力が地球内部の岩盤にも影響を与え上下伸縮を引き起こしているためで、特に断層の方向と地球潮汐の方向が一致し力が最大となったときに、地殻変動やひずみの限界と重なり最後の一押しとなって地震を誘発するものと考えられている。東京大学の研究チームも1万件以上の地震データから、潮汐力の強い時期に巨大地震の発生確率が上昇するという研究結果を英科学誌「ネイチャー ジオサイエンス」に発表しており、同研究では小さな岩石の破壊が潮汐力によって大規模な破壊へと発展していく可能性が示唆されている。潮汐が地震の引き金になったとみられるケースは世界における地震全体の5%程と推定されている。

### 東北地方太平洋沖地震
2011年に発生した東北地方太平洋沖地震の誘発地震とみられている長野県北部地震では、潮汐に関係するとみられる地震が最大規模となった M 6.7 の地震を含む全体の約50%という非常に高い相関で確認された。
また、本震発生以降に1976年から2011年までの期間に東北地方太平洋沖地震の震源域で発生した Mw 5 以上の地震と潮汐力の関係をあらためて調査したところ、1976年からの約25年間は相関関係がなかった。しかし、2000年頃より次第に相関関係が現れ、その後、本震が発生した2011年3月11日までは明瞭な傾向が出現し、断層にかかる力が最大になる時間帯に地震が発生していた。特に、前震とされる3月9日11時45分に発生した地震の震源と3月11日の本震破壊開始点の間の領域付近には強い相関が現れていたが、3月11日以降は潮汐力との関係は見られなくなった。

## 文化での扱い
- 沖縄県や鹿児島県、伊豆諸島の漁師のあいだでは、「八・六計算」と呼ばれる計算法で潮汐の日時を導き出している[22]。旧暦15日までは日の数字に8をかけ、出てきた数字の2桁目が干潮の時となる。次に1桁目の数字に6をかけ、出てきた数字が分に相当する。旧暦16日以後は、先に日付から15を引いて同様に計算する。これは、干潮時刻が一日ごとに概ね48分ずつ遅れることを利用している。
- 衛星ラジオ局セント・ギガは、放送開始当初、潮汐と月の運行を組み合わせた「タイド・テーブル」に基づく音楽放送を行っていた。

## 実験水槽における潮汐
工学や生物学（甲殻類など）などでは実験に潮の満ち干や水位変化を作り出すことができる実験水槽を用いる。